# Tân Thành, Dương Kinh
Tân Thành là một phường thuộc quận Dương Kinh, thành phố Hải Phòng, Việt Nam.
Phường Tân Thành có diện tích 10.07 km², dân số năm 2007 là 5220 người, mật độ dân số đạt 518 người/km².
Địa giới hành chính phường Tân Thành: Đông giáp quận Hải An và vịnh Bắc Bộ; Tây giáp quận Đồ Sơn và phường Hòa Nghĩa; Nam giáp quận Đồ Sơn; Bắc giáp phường Hải Thành.Phường nằm trên trục đường chính từ trung tân thành phố Hải Phòng đến khu du lịch nổi tiếng Đồ Sơn. Tân Thành cách trung tâm thành phố Hải Phòng khoảng 20 km.
Phường Tân Thành trước kia là xã Tân Thành thuộc Huyện Kiến Thụy Thành phố Hải Phòng. Từ ngày 01/01/2008 đổi thành phường trực thuộc quận.
Ngành kinh tế chính của phường là ngư nghiệp nuôi tôn cua nước mặn và chủ yếu là phục vụ xuất khẩu. Trên địa bàn phường có nhiều công ty trách nhiệm hữu hạn rất phát triển đã giải quyeeta được vấn đề công ăn việc làm cho người dân.